# Liste der Naturdenkmale in Klotten
Die Liste der Naturdenkmale in Klotten nennt die im Gemeindegebiet von Klotten ausgewiesenen Naturdenkmale (Stand 25. März 2024).

## Naturdenkmale
| Nr.         | Bezeichnung  | Lage                                                | Beschreibung                                 | Bild                                    |
| ----------- | ------------ | --------------------------------------------------- | -------------------------------------------- | --------------------------------------- |
| ND-7135-398 | Wackelmänner | westlich des Ortes; Abteilung In der Wackenley Lage | auch Wackenley; Felsenformation im Enderttal | Direkt Bild zu diesem Denkmal hochladen |